# Карчагин, Валерий Юрьевич
Вале́рий Ю́рьевич Карчагин (род. 1959, Новосибирск, Новосибирская область, СССР) — советский и российский музыкант-скрипач, педагог. Народный артист Российской Федерации (2005).

## Биография
Родился в 1959 году в Новосибирске в семье музыкантов. Скрипкой стал заниматься в возрасте пяти лет. Поступил в Московский музыкально-педагогический институт им. Гнесиных (класс профессора Х. С. Ахтямовой), который окончил в 1983 году. В 1983—1985 годах — солист ансамбля песни и пляски Московского военного округа. В 1985 году переехал в Новосибирск, устроился артистом Академического симфонического оркестра Новосибирской филармонии и, совместно с коллегами по оркестру, в 1985 году (по другим данным, в 1990) создал камерный коллектив «Filarmonica»-квартет. С 1991 года (по другим данным, с 1996) — концертмейстер симфонического оркестра Новосибирской филармонии (назначен А. М. Кацем).
Выступает как артист. В 2008 году «Filarmonica»-квартет признан лучшим коллективом года в России по версии издания «Музыкальное обозрение».
Доцент кафедры струнных инструментов Новосибирской государственной консерватории имени М. И. Глинки.

## Семья
Отец Юрий Александрович Карчагин — баянист, аккомпаниатор, работал солистом ансамбля песни и пляски СибВО. Мать Мария Ивановна — солистка Сибирского народного хора. Жена Оксана Анисимова и сын Ростислав — скрипачи, артисты группы первых скрипок Новосибирского академического симфонического оркестра.

## Признание и награды
- Заслуженный артист Российской Федерации (1996);
- Лауреат премии Новосибирской филармонии «Золотой ключ» (1998);
- Почётный диплом межрегионального фонда «Общественное признание» в номинации «Достояние Сибири» (2003);
- Обладатель Премии губернатора Новосибирской области в сфере культуры и искусства (2004);
- Народный артист Российской Федерации (2005)[3].